# Grafglimschoteltje
Grafglimschoteltje (Lecania sordida) is een korstmossoort uit het geslacht glimschoteltje (Lecania). Het komt voor op steen en leeft in symbiose een chlorococcoïde alg. Het geeft de voorkeur aan kalkhoudende ondergrond, b.v. beton.

## Verspreiding
Grafglimschoteltje komt voor in Europa. In Nederland is het zeldzaam. Het staat niet op de Nederlandse Rode Lijst en is niet bedreigd.